# Gastrochilus sinensis
Gastrochilus sinensis är en orkidéart som beskrevs av Zhan Huo Tsi. Gastrochilus sinensis ingår i släktet Gastrochilus och familjen orkidéer. Inga underarter finns listade i Catalogue of Life.